# Klassart
 (novembre 2023).
Klassart est un groupe islandais de blues, originaire de Sandgerði. 

## Histoire
Le groupe est formé le 19 novembre 2006 à Sandgerði. Leurs paroles sont principalement en anglais, à l'exception de la chanson Örlagablús, bien que tous les membres soient islandais de naissance.
Klassart est formé par Smári Guðmundsson, le frère aîné de la chanteuse principale, Fríða Dís Guðmundsdóttir. Leur frère aîné Palmar Guðmundsson rejoint le groupe en 2009.
En 2006, le groupe remportée le concours de blues Rás 2,. La reprise de John Prine, Gamli grafreiturinn, tirée de leur album, Bréf frá París, sorti en 2010, atteint le sommet des charts islandais,,.
Le groupe a joué dans de nombreux endroits dans différentes régions d'Islande. Ils ont joué le 20 mars 2008 au Icelandic Blues Festival à Reykjavik, et en octobre 2010 au Iceland Airwaves.

## Discographie

### Albums studio
- 2007 : Klassart
- 2008 : Bréf frá París
- 2010 : Smástirni

### Singles
- 2007 : Bottle of Blues
- 2007 : Painkillers and Beer
- 2007 : Örlagablús
- 2010 : Bréf frá París
- 2010 : Þangað til það tekst
- 2010 : Gamli grafreiturinn
- 2013 : Smástirni
- 2014 : Flugmiði aðra leið